# イェンス・ティース
イェンス・ティース（Jens Thiis, 1870年5月12日 - 1942年6月27日）は、ノルウェーの美術史家、キュレーター、美術研究者。1908年から1941年まで、オスロ国立美術館の館長を務め、フランス美術やエドヴァルド・ムンク作品の収集を行った。

## 生涯
1870年、船舶ブローカーの父Abraham Bøckmann Thiis（1840年-90年）と母Emma Marie Löwegren（1842年-1928年）との間に生まれた。両親が離婚したため、1888年に高校を卒業するまで、クリスチャニア（現オスロ）で宝石商を営む母方の祖父母のもとで育った。
当初、画家を目指し、王立絵画学校に進学したが、美術史を学ぶことになった。その傍ら、オスロの美術館で働いた。1890年から1892年にかけて、研究のため、デンマーク、ドイツ、イタリア、フランス、ベルギー、オランダと各国を回り、美術コレクションや教育機関をめぐった。1893年の冬、ベルリンで、同郷の画家エドヴァルド・ムンクと出会い、また、居酒屋「黒仔豚亭」で、ムンクのほかヨハン・アウグスト・ストリンドベリらの芸術家と親交を持った。
1895年、開館して間もないトロンハイムの装飾美術館に就職し、新たな美術コレクションの収集などに努めた。この年、Ragna Vilhelmine Donsと結婚している。
1899年から、ルネサンス期のフィレンツェの素描についての研究を始め、カタログ・レゾネを作製しようと考えていたが、美術史家バーナード・ベレンソンが同様の事業を達成していたことが分かり、断念した。3巻から成る未刊の原稿が残されている
1908年、オスロ国立美術館の館長に任命され、1941年までこれを務めた。美術コレクションの充実に大きな功績をあげた。また、国立美術館の北棟の増設も行った。特に、19世紀後半以降のフランス美術の収集に熱心で、エドガー・ドガ、エドゥアール・マネ、ベルト・モリゾからパブロ・ピカソまでそろえている。
1939年、妻Ragnaを亡くし、自分の健康も害するようになり、1942年、亡くなった。

## 栄典等
1911年、聖オーラヴ勲章第1級騎士章を受章し、1937年、同じく有星司令官章を受章した。そのほか、フランスのレジオンドヌール勲章、スウェーデンのNordstjärneorden章、Vasaorden章など、外国の勲章も受章している。ノルウェー科学・文学アカデミーの会員。